# Leskovac (Czarnogóra)
Leskovac (cyr. Лесковац) – wieś w Czarnogórze, w gminie Ulcinj. W 2011 roku liczyła 78 mieszkańców.